# ژونگ هونگلیان
ژونگ هونگلیان (انگلیسی: Zhong Honglian؛ زادهٔ ۲۷ اکتبر ۱۹۶۷) بازیکن فوتبال زن اهل چین بود.
وی همچنین در تیم ملی فوتبال زنان چین بازی کرده‌است.